# Sonetti lussuriosi

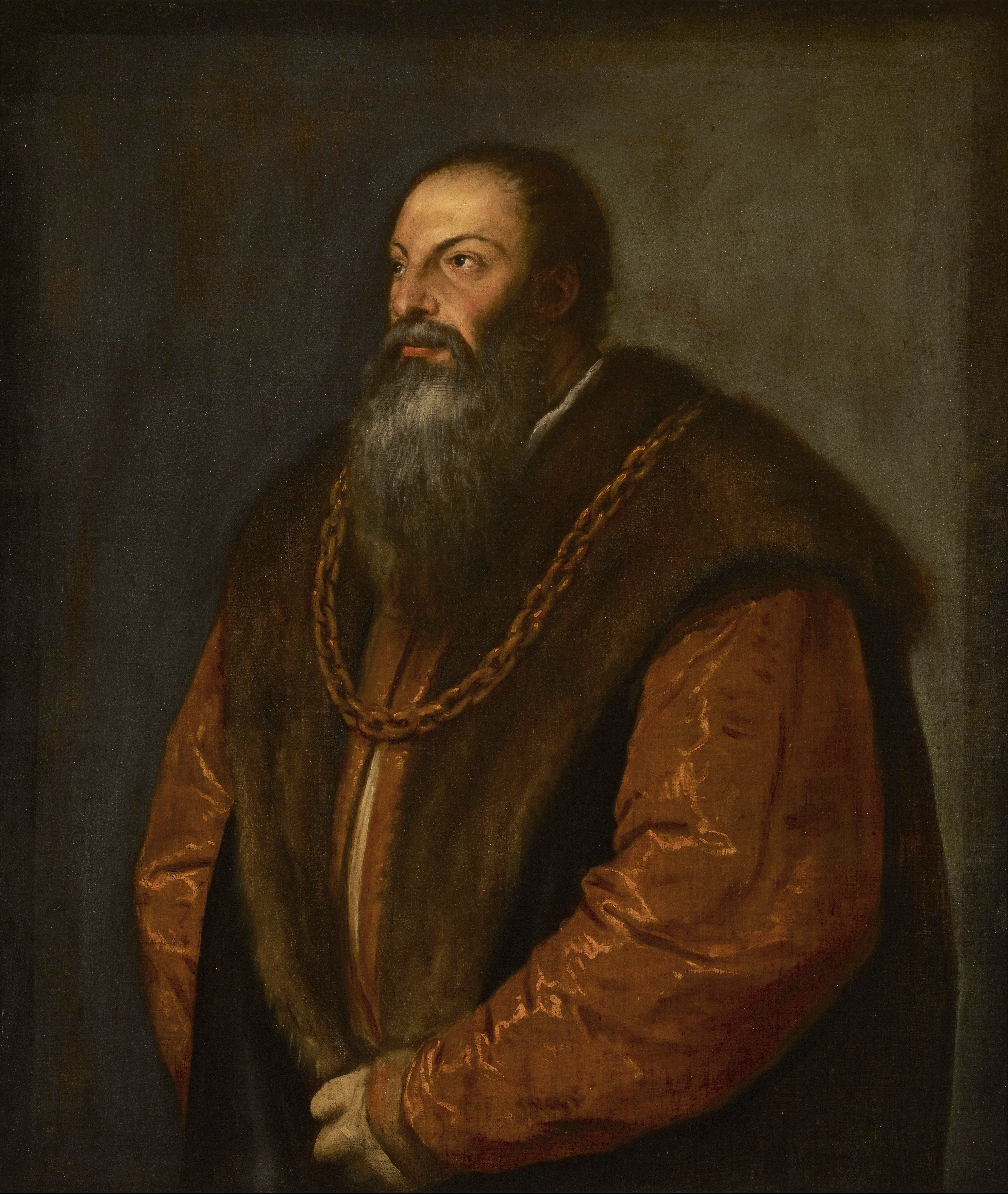
Tycjan, Portret Pietra Aretina

Sonetti lussuriosi (Sonety lubieżne) – cykl charakteryzujących się otwartym, bezpruderyjnym podejściem do spraw erotyki sonetów szesnastowiecznego włoskiego pisarza i poety Pietra Aretina, wydany w 1524. Ukazanie się zbioru, nawet w stosunkowo liberalnych obyczajowo Włoszech wywołało skandal. W jego wyniku poeta był zmuszony opuścić Rzym i przenieść się do Wenecji. Począwszy od opublikowania Sonetów lubieżnych ukazywanie erotyki nabrało charakteru politycznego. Składające się na cykl utwory przeważnie realizują model sonetu wzdłużonego o podziale 4+4+3+3=3.